# Fils de Notre-Dame des Douleurs
« doloristes » redirige ici. Pour le concept moral, voir dolorisme.
Les Fils de Notre-Dame des Douleurs (en latin: Filii Matris Dei Dolorosae) ou doloristes forment une congrégation laïque masculine de droit pontifical. 

## Historique
La congrégation prend son origine dans les communautés réunies par le bienheureux Honorat de Biala (1829-1916). Celle-ci voit le jour le 8 décembre (jour de l'Immaculée Conception) 1880 à Nowe Miasto autour d'hommes voués à annoncer l'Évangile aux ouvriers et artisans. Les premiers vœux sont prononcés en 1893 et la communauté est regroupée par la suite autour du frère Joseph (en religion Boleslas) Neumann (1874-1952). Ils décident également d'ouvrir des classes d'apprentissage pour les jeunes garçons. La congrégation reçoit ses constitutions en 1901 et ouvre son premier noviciat. La congrégation s'agrège à l'ordre des Frères mineurs capucins le 29 janvier 1924 et ses constitutions sont définitivement approuvées par le Saint-Siège dix ans plus tard, le 6 février 1934. Le père Honorat est béatifié par Jean-Paul II, le 16 octobre 1988, à Rome.

## Activités et diffusion
Les frères se dédient à l'éducation de la jeunesse ouvrière et à l'adoration du saint sacrement.
Ils sont présents en Pologne. Leur maison général est à Varsovie et le noviciat à Józefów en Mazovie.
En 2004, la congrégation comptait trois maisons de treize religieux (dont trois prêtres). 